# سورنا 3
سورنا 3 هو روبوت إيراني الصنع والتصميم، والذي يُعتبَر من الروبوتات رباعية الاطراف، حيث يمكنه الحركة على السطوح المنحدرة وغير الصقلية بالإضافة إلى صعود السلالم ونزولها والدوران حول نفسه، وهذا الروبوت هو من إنتاج الباحثين في جامعة طهران. ولهذا الروبوت القدرة على التحدث مع الناس والتفاعل معهم باستخدام اللغة الفارسية
وقد تم كشف النقاب عن الجيل الثالث من الروبوتات الإيرانية ذات الخصائص الإنسانية التي تدعى سورنا 3.

## المُصَنِع
ان روبوتات سورنا 3 من أكثر الروبوتات محلية الصنع تعقيداً، حيث تم صناعته على يد فريق يتكون من 70 متخصصاً، واستغرقت عملية تنفيذ المشروع 4 سنوات. وهذا الروبوت تابع للمشروع الوطني للروبوتات ذات السمات إلانسانية في إيران.
▪ حيث أن هذه الروبوتات تمتاز بقدرة تحليل المعلومات وتشخيص الوجه والاشياء واجتياز المنحدرات.

## المُنتِج
يُعتبَر سورنا 3 من منتجات الباحثين في جامعة طهران، ويُعَد أحد الروبوتات ال7 ذات المواصفات الإنسانية في العالم، وسرعته تتضاعف 10 امثال مقارنةً مع الجيل الثاني من هذه الروبوتات.
ويستطيع هذا المُنتَج أي روبوت سورنا 3، الحركة على السطوح المنحدرة وغير الصقلية، بالإضافة إلى صعود السلالم ونزولها والدوران حول نفسه، كما وانه يتواصل مع محيطه عن طريق السمع والبصر، ويستطيع التكلم إلى حدٍ ما.

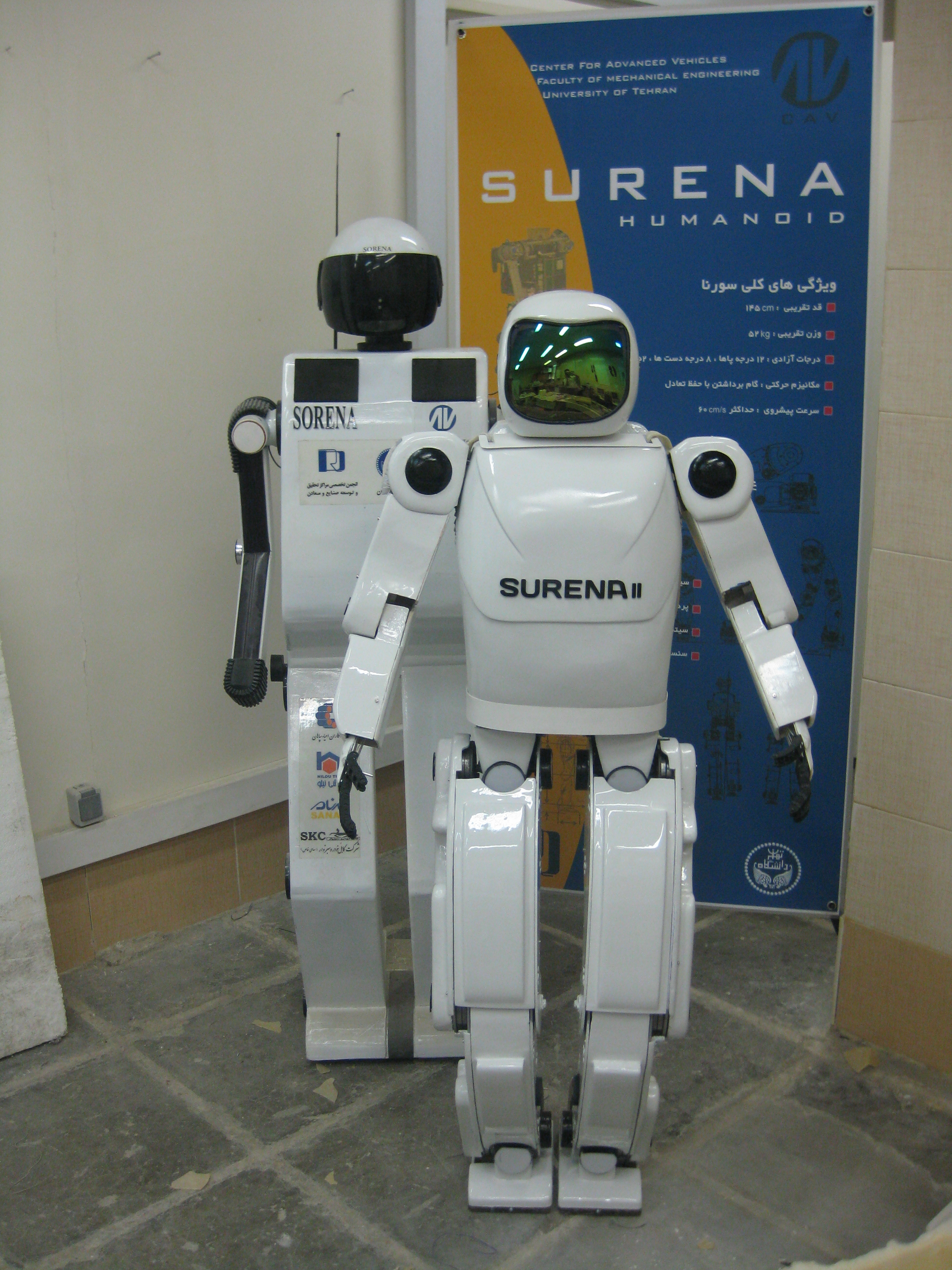
روبوت سورنا 2 ذات المواصفات الإنسانية

## مواصفات الروبوت سورنا 3
استطاعت عدد من الدول اقتحام عالم الروبوتات الذكية، وكان آخرها إيران، ووفقاً للموقع الألكتروني لصحيفة ديلي ميل البريطانية، يتميز سورنا 3 ببنيانهِ الضخم، حيث يبلغ طوله نحو 190 سنتيمتراً، ووزنه 98 كيلوغراماً، ولديه أربعة اطراف مفصلية، على غرار أسيمو روبوت شركة هوندا، وأطلس التابع لشركة بوسطن ديناميكس.
كما زوِدَ الروبوت بعدد من التقنيات التي تسمح له بالتفاعل مع الناس والتحدث معهم بكل سهولة باستخدام اللغة الفارسية، بالإضافة إلى قدرتهِ على التعرف على الوجوه، وتقليد تعبيرات الوجه المختلفة.

## نسخ أخرى
▪ سورنا 2 :- حيث جرى الإعلان عنه في طهران على هامش ملتقى (تكريم يوم الصناعة والمناجم في إيران)، وقد استُخدِمَت في هذا الإنسان الآلي احدث التقنيات المتوفرة في مجال صناعة الإنسان الآلي، وهو مصمم ومصنوع بحجم ووزن مشابهين لحجم ووزن الإنسان الطبيعي. ان الإنسان الآلي سورنا 2 شبيه بالإنسان الطبيعي ويسير عبر تنسيق بين حركات اليدين والقدمين والرأس، إلا انه أبطأ سرعة من الإنسان الطبيعي، وتبلغ قامته 145 سنتيمتراً، ووزنهُ 45 كيلوغرام.
▪ ان الروبوت الإيراني سورنا 2 أصبح من الروبوتات الخمسة الأوائل عالمياً وفقاً لإعلان مؤسسة جمعية مهندسي الكهرباء والإلكترونيات التي تُعتبَر الكبرى عالمياً في مجال الأنشطة الابتكارية والتكنولوجية والالكترونيات. وتقع هذه المؤسسة العلمية في الولايات المتحدة، ولها 400 عضو من 160 بلداً. وقالت هذه المؤسسة في تقرير لها ان التحقيقات على روبوت سورنا 2 اثبتت انه اجتاز بالفعل مواصفات الإنسان الروباتي الآلي ويتمتع باحدث التقنيات المتوفرة في هذا المجال. حيث قامت المؤسسة بالدراسة والمقارنة والتحقيق على الروبوتات (سورنا) من إيران، و (اسيمو) من اليابان، و (ريم باء) من إسبانيا، و (جوستين) من ألمانيا، و (تشارلي) من الولايات المتحدة، واستَنتَجَت المؤسسة ان الروبوت الإيراني يُعتبَر «تطوراً مفاجئاً» من الناحية التقنية.
والروبوت سورنا 2 له نظام تحكم معاكس والذي له مواصفات خاصة تمكنه من ان يمشي، يتخطى، ينحني ويقف على رجل واحدة، كما تخصه حركاته الخاصة. ويستطيع روبوت سورنا 2 إنجاز مهام في مجالات الهندسة الطبية وصناعة السيارات.

## طالع ايضاً
- سورنا 4 (روبوت)
- الطائرات الايرانية بدون طيار
- روبوتات النانو